# Rolf Blomberg
Rolf Blomberg (ur. 11 listopada 1912 w Stocksund, Szwecja, zm. 8 grudnia 1996 w Quito) – szwedzki badacz przyrody, podróżnik, pisarz, fotograf i producent filmów dokumentalnych. 

## Życiorys
W 1934 roku odbył pierwszą podróż do Ameryki Południowej i odwiedził Ekwador i Wyspy Galapagos. Podczas II wojny światowej pracował jako korespondent wojenny w Indonezji. Wstąpił do ruchu oporu i pomagał więźniom japońskich obozów internowania. 
Po wojnie Rolf Blomberg wrócił do Ekwadoru, gdzie odwiedził plemię Huaorani. Odbył sześć wypraw do dżungli amazońskiej w celu odnalezienia słynnego Skarbu Llanganatis - części skarbu Inków. W 1950 roku odkrył największy na świecie gatunek żaby, nazwany na cześć odkrywcy Ropuchą Blomberga (Bufo blombergi syn. Rhaebo blombergi). 
W 1955 roku Blomberg został członkiem The Explorers Club w Nowym Jorku, a następnie uzyskał członkostwo w Travellers Clubs w Sztokholmie, Göteborgu i Malmö. Był członkiem grupy fotograficznej Full Hand Swedish. 
Był dwukrotnie żonaty, z Emmą Robinson (zm. 1952), następnie z malarką Araceli Gilbert. W 1968 roku przeniósł się do Ekwadoru, gdzie zmarł w Quito 8 grudnia 1996 roku.

## Znaczenie
Blomberg jest autorem około 35000 fotografii oraz 33 filmów dokumentalnych dla szwedzkiej telewizji. Kręcił filmy w Ekwadorze (łącznie z Galapagos), Indonezji, Australii, Kolumbii, Brazylii i Peru.
Rolf Blomberg napisał około 20 książek i setki artykułów, które zostały opublikowane w czasopismach takich jak Life, Sea granic i National Geographic Magazine. Wiele z jego książek zostało przetłumaczonych na kilka języków, w tym hiszpański, angielski, duński, norweski, rosyjski, czeski, polski i niemiecki. Większość jego publikacji dotyczyła kultury, przyrody i historii Ekwadoru. 
Wielu naukowców na całym świecie było pod wpływem prac Blomberga. Jego sprawozdania w sprawie łamania praw człowieka grup etnicznych stały się inspiracją do ustanowienia takich organizacji jak Cultural Survival w Cambridge, Massachusetts i Międzynarodowej Grupy Roboczej do spraw ludności rdzennej (The International Work Group for Indigenous Affairs) w Oslo.

## Filmografia
- Vikingar på sköldpaddoarna (1936)
- I kanot till huvudjägarnas land (1936)
- Ormar och orangutanger på Java (1939)
- Den stora urskogsön (1939)
- Erik Lundquist, en svensk skogskarl på Borneo (1939)
- Strandhugg pa Sundaöarna (1946)
- Svenskt i Australien (1946)
- Quito, en stad med kontraster (1949)
- Galápagos (1949-50)
- Imbabura (1949-50)
- Panamahattar, som inte görs i Panama (1949-50)
- Olja i urskogen (1949-50)
- Jaramijó, en ecuadorianskt fiskeby (1951-52)
- Anaconda (1954)
- Jangada (1958)
- Äventyr bland huvudjägare (1958)
- Blommor i Ecuador (1961)
- Galápagos, ett reportage av Rolf Blomberg (1961)
- Inkaättlingarnas land (1962)
- Urskogsindianernas vite vän (1962)
- Jibaros, ett djungelfolk (1963)
- Balsa (1965)
- Indianer på svärdfiskfångst (1965)
- Pedro, en indianpojke (1965)
- Djungeltripp: besök i Coloradoindianernas urskogsdomaner i Ecuador (1967)
- Alfredo från Guayaquil (1968)
- Indianer är de människor? (1969)
- Jakt på Inkaguld (1969)
- Att vara indian (1969)
- Inka, solfolket (1970)
- Svenska expeditioner, på indianstigar i Chaco (1971)
- Indianer i Amazonas (1974)